# Околица
Око́лица (от др.-рус. околъ «окружность, близость») — изгородь вокруг деревни или у края деревни; вообще край деревни, села, города.
Также Око́лица (ж.) — округ, округа, окружная местность, обапольные места, соседство, околоток, место вокруг селения, окрестность, округа. В переносном значении — окольная дорога, то есть окружная (непрямая), в объезд.

## Обрядовое значение
В сознании древнего славянина околица была важной границей, разделяющей мир человека и мир природы, организованное пространство и принадлежащее стихиям пространство. Если внутри деревни хозяином является человек, то за околицей полновластными хозяевами являются духи полей, лугов, лесов, рек, ручьев, отдельно стоящих деревьев, видов растений, камней и т.д. Околица — граница не только для человека и домашней живности, но и существующая незримо преграда. Враждебные человеку существа и силы перейти её не могут.
У славян существовал обряд, во время которого сохой проводят замкнутую борозду вокруг села как в профилактических целях для защиты от заразных болезней (особенно от чумы и холеры), мора скота, демонов и стихийных бедствий, так и в очистительных и отгонных целях — для прекращения эпидемии и эпизоотии и изгнания болезни за пределы опахиваемого пространства.
На Великую Субботу ещё в XX веке в некоторых деревнях Белоруссии соблюдался старинный обряд: 12 девушек, одевши белые рубашки, брали соху и с молитвою проводили ею борозду вокруг села — этим хотели как бы отгородиться от всего лихого на целый год.

## Пословицы и поговорки
- Околицей прямо не ездят[1].
- Глядеть за околицу (морд.) — доживать жизнь.
- Кричать на всю околицу (разг.) — очень громко.
- Расславить на всю околицу (разг.) — разгласить всем, многим.
- Дать околицу — пройти лишнее расстояние.
- Для милого друга семь вёрст не околица (Для друга и семь вёрст не околица.[1]).
- Далеко околицей, да напрямик не попадёшь[1].
- Суда Божьего околицей не объедешь[1].
- Пень (рожь в поле) не околица, глупая речь не пословица[1].
- Белый свет не околица (не огорожен), а пустая речь не пословица[1].